# Georges Dufrénoy

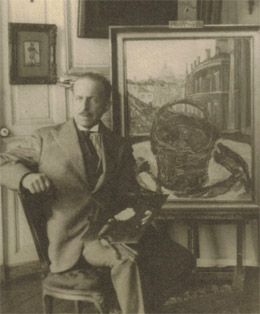
Georges Dufrénoy, 1925

Georges Dufrénoy (* 20. Juni 1870 in Thiais im Marnetal; † 9. Dezember 1943 in Salles-en-Beaujolais) war ein französischer spätimpressionistischer Maler.

## Leben
Nach der Zeit der Pariser Kommune 1871 zogen seine Eltern nach Paris auf den Place des Vosges, wo Dufrénoy sein gesamtes Leben verbrachte. Er besuchte kurz die Académie Julian und lernte dann in der Werkstatt von Désiré Laugée. Er war von Claude Monet beeinflusst und malte Stillleben und Landschaften in einem impressionistischen Stil. Da er häufig Italien besuchte, wählte er neben Paris auch die Gegend von Siena, Venedig und Genua als Motiv. 1912 malte er ein Freskengemälde Pieta in der Kapelle St. Pancrace im Dorf Grambois im heutigen Département Vaucluse. Dufrénoy stellte häufig in Paris in den „Salons des Artistes Indépendants“ und im „Salon d'Automne“ aus. Seine Bilder waren auch auf der Weltausstellung Brüssel 1910, auf der Triennale in Lüttich 1921 und in der Ausstellung „Trente ans d´art indépendant“ im Grand Palais in Paris 1926 zu sehen. 1929 erhielt er für Nature morte au violon in Pittsburgh den Carnegie Preis. Seine letzte Ausstellung hatte er 1939. Er starb in Salles im Beaujolais, wo er einen Teil des Jahres verbrachte. Nach seinem Tod waren ihm eine Ausstellung 1948 im Musée Galliera in Paris und 1992 im Rathaus des 3. Bezirks von Paris gewidmet.
1936 wurde er Mitglied der Jury des Prix de Rome. 1938 wurde er Offizier der französischen Ehrenlegion.

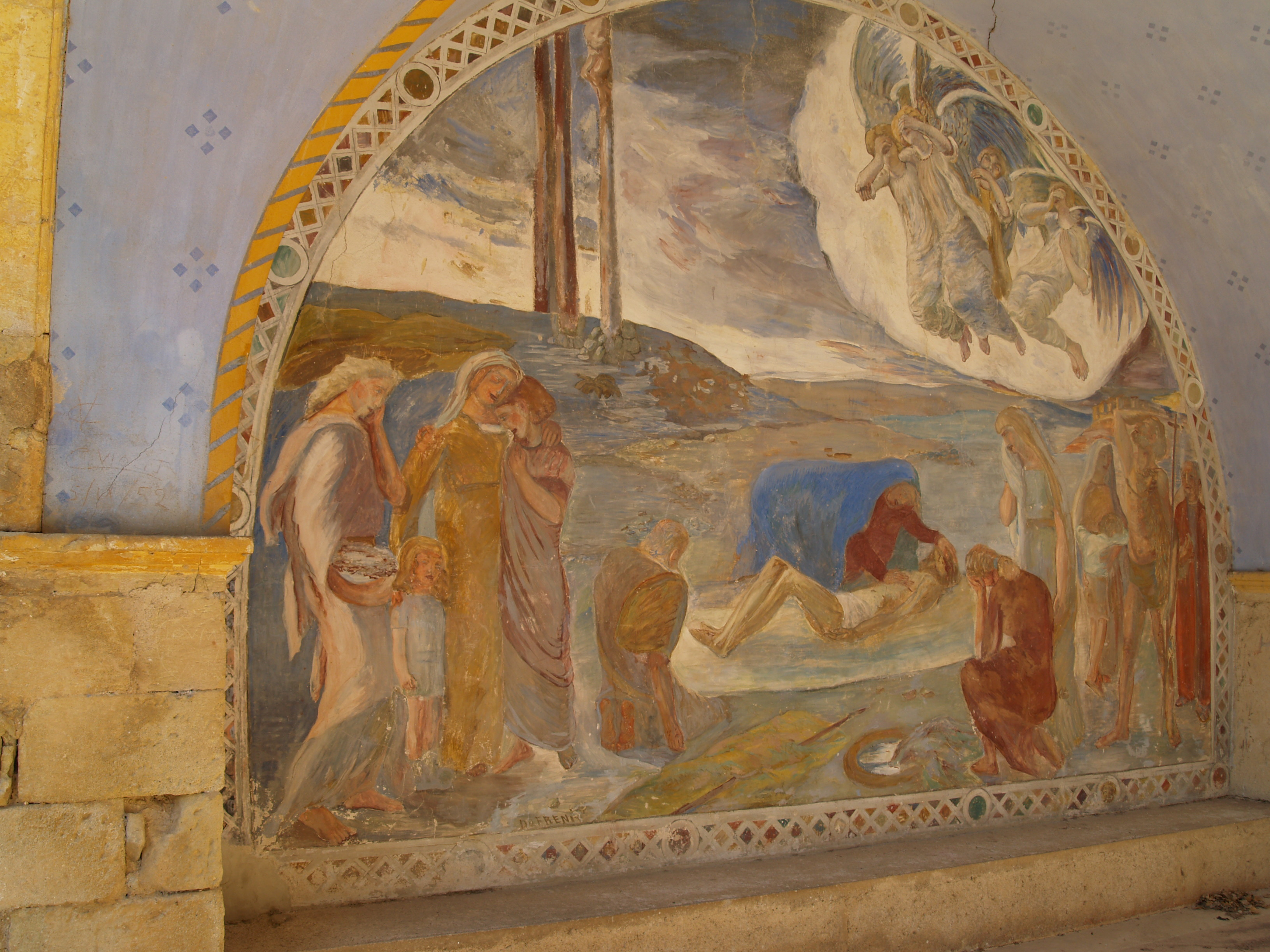
Piéta, Fresko in der Kapelle St. Pancrace in Grambois, 1912
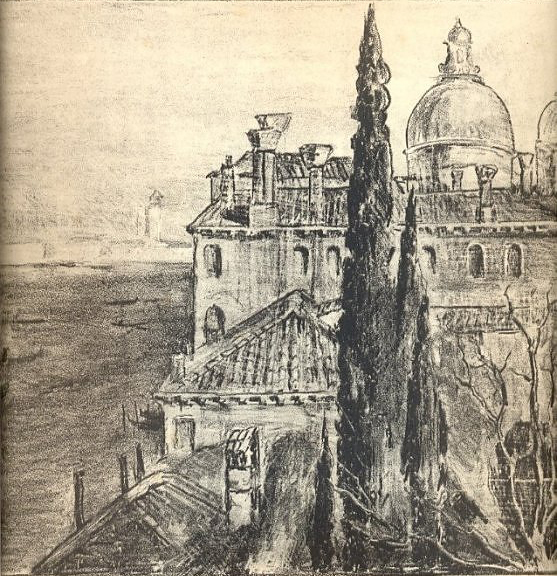
Jardin d’un Palais à Venise, Kohlezeichnung (ohne Datum)
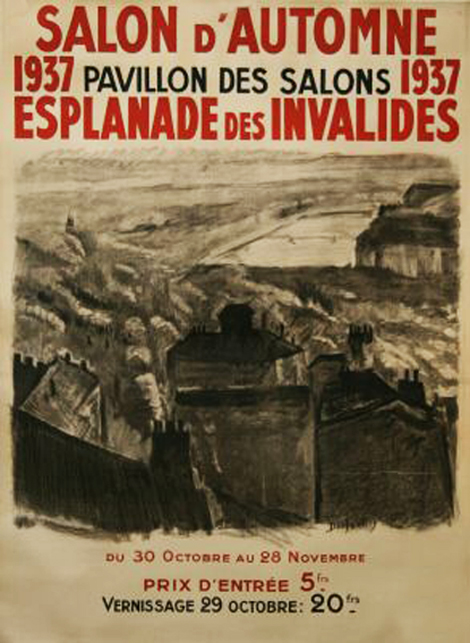
Plakat des Salon d’Automne, 1937